# 第69回日劇學院賞
←第68回 - 第69回 - 第70回→
第69回日劇學院賞，針對2011年4月到6月在日本播出的連續劇做出投票與評比。本季除了主題曲，由TBS的話題穿梭時空劇《仁者俠醫》獲得其餘所有獎項（此劇為單主演，無女主演）。

## 最優秀作品賞
1. 仁醫2
2. MARUMO的規定
3. 失去名字的女神

- 讀者票：1. 仁醫2；2. MARUMO的規定；3. 養狗這回事；4. BOSS 2 ；5. 我的傻爸爸
- 記者票：1. MARUMO的規定；2. 仁醫2；3. 失去名字的女神；4. 鈴木先生；5. BOSS
- 評審票：1. 仁醫2；2. MARUMO的規定；3. 鈴木先生；4. 失去名字的女神 ；5. BOSS、復胖男女

## 主演男優賞
1. 大澤隆夫（仁醫2）
2. 阿部貞夫（MARUMO的規定）
3. 長谷川博己（鈴木先生）

- 讀者票：1. 大澤隆夫（仁醫2）；2. 錦戸亮（養狗這回事）；3. 阿部貞夫（MARUMO的規定）
- 記者票：1. 大澤隆夫（仁醫2）；2. 阿部貞夫（MARUMO的規定）；3. 長谷川博己（鈴木先生）
- 評審票：1. 大澤隆夫（仁醫2）；2. 阿部貞夫（MARUMO的規定）；3. 長谷川博己（鈴木先生）

## 主演女優賞
1. 蘆田愛菜（MARUMO的規定）
2. 天海祐希（BOSS 2）
3. 杏（失去名字的女神）

- 讀者票：1. 天海祐希（BOSS 2）；2. 蘆田愛菜（MARUMO的規定）；3. 堀北真希（出生）
- 記者票：1. 蘆田愛菜（MARUMO的規定）；2. 杏（失去名字的女神）；3. 相武紗季（復胖男女）
- 評審票：1. 蘆田愛菜（MARUMO的規定）；2. 天海祐希（BOSS 2）；3. 杏（失去名字的女神）

## 助演男優賞
1. 內野聖陽（仁醫2）
2. 鈴木福（MARUMO的規定）
3. 竹野內豐（BOSS 2）

- 讀者票：1. 內野聖陽（仁醫2）；2. 鈴木福（MARUMO的規定）；3. 竹野內豐（BOSS 2）
- 記者票：1. 內野聖陽（仁醫2）；2. 鈴木福（MARUMO的規定）；3. 竹野內豐（BOSS 2）
- 評審票：1. 內野聖陽（仁醫2）；2. 竹野內豐（BOSS 2）；3. 鈴木福（MARUMO的規定）

## 助演女優賞
1. 綾瀨遙（仁醫2）
2. 中谷美紀（仁醫2）
3. 木村佳乃（失去名字的女神）

- 讀者票：1. 綾瀨遙（仁醫2）；2. 水川麻美（養狗這回事）；3. 比嘉愛未（MARUMO的規定）
- 記者票：1. 綾瀨遙（仁醫2）；2. 倉科加奈（失去名字的女神）；3. 木村佳乃（失去名字的女神）
- 評審票：1. 綾瀨遙（仁醫2）；2. 中谷美紀（仁醫2）；3. 木村佳乃（失去名字的女神）

## 主題曲賞
- 薰和友樹，偶爾還有MUKKU。「Maru Maru Mori Mori!」（MARUMO的規定）

## 腳本賞
1. 森下佳子（仁醫2）
2. 櫻井剛、阿相久美子（MARUMO的規定）
3. 渡邊千穂（失去名字的女神）

## 監督賞
1. 平川雄一朗、山室大輔、那須田淳（仁醫2）
2. 河野圭太、城宝秀則（MARUMO的規定）
3. 水田成英、西浦正記、樹下直美（失去名字的女神）

## 特別賞
- 鈴木福（MARUMO的規定）